# Przestrzeń uniwersalna
Przestrzeń uniwersalna – dla danej własności topologicznej {\displaystyle {\mathcal {W}}} przestrzeń topologiczna, w której można zanurzyć dowolną przestrzeń o własności {\displaystyle {\mathcal {W}}.}
Np. każda kostka Aleksandrowa {\displaystyle F^{\kappa }} jest przestrzenią uniwersalną dla {\displaystyle T_{0}}-przestrzeni wagi {\displaystyle \kappa .}